# Kleinedling, Šentandraž v Labotski dolini
Kleinedling je naselje v Občini Šentandraž v Labotski dolini v Okraju Volšperk na Koroškem v Avstriji.